# Mirage (Stasera la luna)
Mirage (Stasera la luna) è un singolo del gruppo italiano italodisco Scotch, pubblicato nel 1986. Si tratta di un remake di un brano degli anni sessanta, Chariot, cantata da Betty Curtis (brano ripreso anche nel film Una svitata in abito da suora - Sister Act con il titolo di I will follow Him). 

## Tracce
- 45 giri - Italia

A. "Mirage" – 3:55
B. "Amor Por Victoria" – 4:30
- 33 giri - Germania

A. "Mirage" – 5:02
B1. "Amor Por Victoria" – 4:49
B2. "Mirage (German Version)" – 4:57

## Versione dei Paps'n'Skar
Nel 2004, i Paps'n'Skar ne hanno prodotto un rifacimento. Presenta un suono molto dance e profonde caratteristiche italodance. Del brano successivamente, in Italia, sono state create diverse versioni mixate. Ottenne un notevole successo, venendo fra l'altro utilizzato come base musicale per gli spot della TIM, fatto che ha contribuito alla popolarità del brano. È divenuto uno dei tormentoni estivi del 2004.

### Classifiche
| Classifica (2004) | Posizione raggiunta |
| ----------------- | ------------------- |
| Italia            | 20                  |
| Romania           | 63                  |